# ميثريداتية

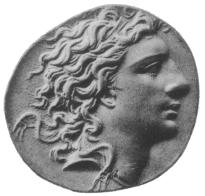

يشير مصطلح ميثريداتية إلى عملية حماية الجسم ضد السم تدريجياً عن طريق الإدارة الذاتية لكميات غير قاتلة، الكلمة مشتقة من (ميثراداتس) السادس ملك البنطس، الذي كان يخشى التسمم حتى أنّه جرعات صغيرة بانتظام بهدف تطوير مناعته.

## معلومات أساسية
اغتيل ميثراداتس الخامس والد ميثراداتس السادس بسبب التسمم وقيل إن هذا بناءًا على أمر والدته، بعد ذلك عقدت والدة ميثراداتس الوصاية على بنطس حتى بلغ الذكر الوريث سن الرشد. كان ميثراداتس في منافسة على العرش مع شقيقه حتى بدأت أمه في الانحياز لجانب شقيقه.:69 من المفترض، وخلال فترة شبابه، أنه بدأ يشك في مؤامرات ضده بناءًا على أوامر والدته، وبعلاقتها المحتمله بوفاة والده غير أنه بدأ الإحساس بالألم في في معدته خلال الوجبات حيث اشتبه بأن والدته أمرت بإضافة كميات قليلة من السم حتى تقتله ببطئ. ومع محاولات أخرى من الأغتيال، قرر الهرب إلى البريّة.:69
بينما كان في البرية، يقال إنه بدأ بتناول كميات غير قاتلة من السموم وخلط العديد منها في علاج عالمي لجعله محصنًا ضد جميع السموم المعروفة.
بعد وفاة ميثراداتس ادعى العديد من الأطباء الرومان بإمتلاكهم تلك الصيغة وتحسينها وتطويرها، تماشيًا مع معظم الممارسات الطبية في عصره، شملت إجراءات ميثراداتس لمكافحة السموم عنصرًا دينيًا، يشرف عليه أغاري; وهي مجموعة من الشامان السيثيين المستمدة من الأغوريين الهنود الذين لم يتركوه أبدًا.
وقد قيل إن نجاة الصوفي الروسي راسبوتين من محاولة التسمم كانت بسبب الميثريداتية، لكن هذا لم يثبت.
تتحدث الملاحم الهندية عن هذه الممارسة أيضًا. وقد قيل إنه خلال حكم الملك تشاندراجوبتا موريا (320-298 قبل الميلاد)، كانت هناك ممارسة لاختيار الفتيات الجميلات وإعطاءهم السم بكميات صغيرة حتى كبروا مما جعلهن غير غير حساسات للسم. وكان يطلق على هذه العذارى vishakanyas (فيشا = السم، كانيا = عذراء). كان يعتقد أن العلاقة مع الvishakanyas يمكن أن يؤدي إلى وفاة شركائها، وبالتالي تم توظيفهم لقتل الأعداء.
كان الإمبراطور بيندوسارا ابن أول إمبراطور موريان تشاندراجوبتا موريا وملكته دوردهارا. وفقا لراجافاليكاتا، عمل جاين، الاسم الأصلي لهذا الإمبراطور سيمهاسينا. ووفقًا للأسطورة المذكورة في نصوص جين، اعتاد جورو تشانغوتا والمستشار تشاناكيا على إطعام الإمبراطور جرعات صغيرة من السم لاعطاءه حصانة ضد محاولات التسميم المحتملة من قبل الأعداء.
في أحد الأيام، شارك تشاندراجوبتا، الذي لم يكن يعرف عن السم، طعامه مع زوجته الحامل، الملكة دوردهارا، التي كانت ستلد خلال سبعة أيام.لكن الملكة لم تكن محصنة ضد السم فانهارت وماتت في غضون بضع دقائق. دخل شاناكيا الغرفة في نفس الوقت الذي انهارت فيه الملكة، ومن أجل إنقاذ الطفل الذي في داخلها، قام على الفور بفتح بطن الملكة الميتة وأخذ الطفل، وبحلول ذلك الوقت كانت قطرة من السم قد وصلت بالفعل إلى الطفل ولمست رأسه بسببه حصل الطفل على بقعة زرقاء دائمة (a "bindu") على جبهته. وهكذا، كان يسمى المولود الجديد «بيندوسارا»

## عملياً
من المهم أن نلاحظ أن الميتريداتية ليست فعالة ضد جميع أنواع السموم (المناعة عموما غير فعالة إلا مع الأنواع المعقدة بيولوجياً التي يمكن أن يستجيب لها الجهاز المناعي)، واعتمادا على السم، يمكن أن تؤدي هذه الممارسة إلى تراكم قاتل للسم في الجسم.تعتمد النتائج على كيفية معالجة كل سم من قبل الجسم، بمعنى آخر، على كيفية تمرير المركب السام خارج الجسم. وفي بعض الحالات، يمكن تعويد الجسم ليصبح ضد سموم غير بيولوجية محددة.وهذا ينطوي على تكييف الكبد لإنتاج المزيد من الإنزيمات الخاصة التي تأييض هذه السموم (على سبيل المثال الكحول).ومع ذلك، فإن هذه الطريقة (التسامح الأيضي) ليست موثوقة للغاية حيث أن الإفراط في تناولها يؤدي بشكل عام إلى تراكم مركب السمية المنخفض الذي تم استقلابه في السم الأصلي، مما يؤدي إلى إتلاف الكبد ببطء. مع الكحول، يؤدي هذا بشكل عام إلى حالات مثل مرض الكبد الدهني الكحولي.هذه الطرق لا تصلح لجميع السموم غير البيولوجية. التعرض لبعض المواد السامة، مثل حمض الهيدروفلوريك والمعادن الثقيلة، إما قاتل أو ليس له تأثير يذكر، وبالتالي لا يمكن استخدامه بهذه الطريقة على الإطلاق. يعتبر الزرنيخ استثناءً ملحوظًا حيث يمتلك بعض الأشخاص في الواقع تكيفًا جينيًا يمنحهم مقاومة أعلى يمكن تكرارها بالميثريدية.
بالإضافة إلى ذلك، لا يمكن التعامل مع السموم البسيطة التي تعمل من خلال العمليات الكيميائية التي تتجاوز جهاز المناعة بشكل عام. أحد التخريب الطفيف المثير للاهتمام هو السيانيد، الذي يتجاوز جهاز المناعة، ولكن يمكن تأييضه بواسطة الكبد.يحول إنزيم الرودانيز السيانيد إلى ثيوسيانات أقل سمية.تسمح هذه العملية للبشر بتناول كميات صغيرة من السيانيد في طعام مثل بذور التفاح والنجاة من كميات قليلة من غاز السيانيد من الحرائق والسجائر. ومع ذلك، على عكس الكحول، لا يمكن للمرء تكييف الكبد بشكل فعال ضد السيانيد.لا تزال كميات أكبر نسبيا من السيانيد مميتة للغاية لأنه في حين يمكن للجسم إنتاج المزيد من الرودان، تتطلب العملية أيضًا كميات كبيرة من الركائز المحتوية على الكبريت.
بسبب كل هذه الأسباب، لا يوجد سوى عدد قليل من الاستخدامات العملية للميثريداتية، إن وجدت. استخدم معالج الأفعى السام بيل هاست هذه الطريقة. ويقال أن معدي الثعابين من بورما يقومون بوشم أنفسهم بسم الثعبان لنفس السبب.

## فكرياً
تم استخدام الميثريداتية كجهاز مؤامرة في الروايات والأفلام وألعاب الفيديو والبرامج التلفزيونية. بما في ذلك Shiv Dutt in Chandrakanta, Alexandre Dumas's The Count of Monte Cristo, Holly Black's "The Cruel Prince", Nathaniel Hawthorne's "Rappaccini's Daughter", Yoshiaki Kawajiri's Ninja Scroll, Dorothy Sayers's Strong Poison, Agatha Christie's Curtain, William Goldman's The Princess Bride (والفيلم الذي يحمل نفس الاسم) The Borgias, Babylon